# 直腹足類
直腹足類（学名：Orthogastropoda），又稱正腹足類，是腹足綱下一個極為龐大的演化支，過往在分類學中作為腹足綱的兩個主要亞綱之一（另一個是始祖腹足亚纲，包括笠形腹足類及新臍螺類，為并系群分類）。2005年布歇特和洛克羅伊的腹足類分類首次將兩個亞綱取消，其下的數個總目也陸續被提升成為五個亞綱。

## 分類的歷史
根據大衛·R·林德柏格（David R. Lindberg）及溫斯頓·旁得（W.F. Ponder）在1996年出版的腹足纲分类表 (1997年)，「直腹足類」動物被歸為腹足綱的其中的一個亞綱；而根據二人其後為澳洲動物系列撰寫的The Southern Synthesis，本亞綱包含原來的较早的前鳃亚纲（Prosobranchia）和后鳃亚纲（Opisthobranchia）的部分物種。另一個亞綱真腹足亞綱（Eogastropoda）則比直腹足亞綱細小很多，只有5個科的真帽貝（limpets）。然而，分子生物學的結果並不認同這種將腹足綱二分的分類:10。

## 真正的螺类
此直腹足亞綱，部分人稱為真正的螺。而被簡潔地定義為所有腹足類中不是真正的帽貝，即所有不屬於笠形腹足目（Patellogastropoda）的腹足綱成員:8。

## 分支的衍徵
直腹足亞綱形成在支序分類學上的一個分支，由清楚的衍徵（synapomorphies）所支持。那些衍徵（即特徵只在其成員出現而非其分支的形態）為其分支的特點。
部分特點如下：
- 眼睛在眼柄上，有玻璃體的主體。
- 有一對下頜，其位置不受口吻部（buccal mass）所限制。
- 在心包右邊有一個腎臟。
- 一個靈活的齒舌（radula）膜。齒舌為蝸牛的舌頭，作為銼一類的工具。
- 單一的嗅覺器官（osphradium）。
- 嗅覺器官有橫向纖毛的區域。
- 單一在左方的鰓下腺（在鰓的器官，會釋放分泌物，例如紅色的染料泰爾紫（Tyrian purple））。
- 單一的櫛鰓（ctenidium）（部分軟體動物擁有蜂巢狀的呼吸系統）